# Garthiope anchialina
Garthiope anchialina is een krabbensoort uit de familie van de Xanthidae. De wetenschappelijke naam van de soort is voor het eerst geldig gepubliceerd in 1991 door Guinot & Iliffe.